# Pipistrellus aero
Pipistrellus aero is een zoogdier uit de familie van de gladneuzen (Vespertilionidae). De wetenschappelijke naam van de soort werd voor het eerst geldig gepubliceerd door Heller in 1912.